# Antonio Tarver
Antonio Deon Tarver (Orlando, 21 de noviembre de 1968) es un deportista estadounidense que compitió en boxeo.
Participó en los Juegos Olímpicos de Atlanta 1996, obteniendo una medalla de bronce en el peso semipesado. Ganó una medalla de oro en el Campeonato Mundial de Boxeo Aficionado de 1995 y una medalla de oro en los Juegos Panamericanos de 1995.
En febrero de 1997 disputó su primera pelea como profesional. En abril de 2003 conquistó los títulos internacionales del CMB y de la IBF, en la categoría de peso semipesado; en mayo de 2005 ganó adicionalmente los títulos internacionales de la AMB y de la IBO del peso semimedio.
En su carrera profesional tuvo en total 38 combates, con un registro de 31 victorias, 6 derrotas y un empate.

## Palmarés internacional
| Juegos Olímpicos     | Juegos Olímpicos          | Juegos Olímpicos  | Juegos Olímpicos |
| Año                  | Lugar                     | Medalla           | Categoría        |
| -------------------- | ------------------------- | ----------------- | ---------------- |
| 1996                 | Atlanta (Estados Unidos)  | Medalla de bronce | 81 kg            |
| Campeonato Mundial   |                           |                   |                  |
| Año                  | Lugar                     | Medalla           | Categoría        |
| 1995                 | Berlín (Alemania)         | Medalla de oro    | 81 kg            |
| Juegos Panamericanos |                           |                   |                  |
| Año                  | Lugar                     | Medalla           | Categoría        |
| 1995                 | Mar del Plata (Argentina) | Medalla de oro    | 81 kg            |

## Récord profesional
| Resultado | Récord     | Oponente           | Tipo | Rondas       | Fecha      | Lugar                                          | Notas                                                                                        |
| --------- | ---------- | ------------------ | ---- | ------------ | ---------- | ---------------------------------------------- | -------------------------------------------------------------------------------------------- |
| E         | 31–6–1 (1) | Steve Cunningham   | SD   | 12           | 2015-08-14 | Prudential Center, Newark                      |                                                                                              |
| G         | 31–6-1     | Johnathon Banks    | TKO  | 7 (10), 2:25 | 2014-12-11 | Pechanga Resort & Casino, Temecula, California |                                                                                              |
| G         | 30–6-1     | Mike Sheppard      | TKO  | 4 (10), 1:54 | 2013-11-26 | BB&T Center, Sunrise, Florida                  | Ganó el título WBA-NABA interino del peso pesado.                                            |
| NC        | 29–6-1     | Lateef Kayode      | DD   | 12           | 2012-06-02 | The Home Depot Center, Carson                  | Retuvo el título IBO peso crucero                                                            |
| G         | 29–6       | Danny Green        | RTD  | 9 (12)       | 2011-07-20 | Sídney, Nueva Gales del Sur                    | Ganó el título IBO peso crucero                                                              |
| G         | 28–6       | Nagy Aguilera      | UD   | 12           | 2010-10-15 | Miami, Oklahoma                                | Debut como peso pesado                                                                       |
| P         | 27–6       | Chad Dawson        | UD   | 12           | 2009-05-09 | Las Vegas                                      | Por el título IBF peso semipesado                                                            |
| P         | 27–5       | Chad Dawson        | UD   | 12           | 2008-10-11 | Las Vegas                                      | Perdió el título IBF peso semipesado                                                         |
| G         | 27–4       | Clinton Woods      | UD   | 12           | 2008-04-12 | Tampa                                          | Ganó el título IBF peso semipesado                                                           |
| G         | 26–4       | Danny Santiago     | TKO  | 4 (12), 2:53 | 2007-12-01 | Mashantucket, Connecticut                      |                                                                                              |
| G         | 25–4       | Elvir Muriqi       | DD   | 12           | 2007-06-09 | Hartford, Connecticut                          |                                                                                              |
| P         | 24–4       | Bernard Hopkins    | UD   | 12           | 2006-06-10 | Atlantic City                                  | Perdió el título The Ring peso semipesado                                                    |
| G         | 24–3       | Roy Jones Jr.      | UD   | 12           | 2005-10-01 | Tampa                                          | Retuvo el título The Ring peso semipesado                                                    |
| G         | 23–3       | Glen Johnson       | UD   | 12           | 2005-06-18 | Memphis, Tennessee                             | Ganó el título The Ring peso semipesado                                                      |
| P         | 22–3       | Glen Johnson       | DD   | 12           | 2004-12-18 | Los Ángeles                                    | Perdió el título The Ring peso semipesado                                                    |
| G         | 22–2       | Roy Jones Jr.      | KO   | 2 (12)       | 2004-05-15 | Las Vegas                                      | Ganó los títulos WBC, WBA (Super) y The Ring peso semipesado                                 |
| P         | 21–2       | Roy Jones Jr.      | DD   | 12           | 2003-11-08 | Las Vegas                                      | Perdió el título WBC peso semipesado. Por los títulos WBA (Super) y The Ring peso semipesado |
| G         | 21–1       | Montell Griffin    | UD   | 12           | 2003-04-26 | Mashantucket, Connecticut                      | Ganó los títulos vacantes WBC y IBF peso semipesado                                          |
| G         | 20–1       | Eric Harding       | TKO  | 5 (12)       | 2002-07-20 | Indianapolis, Indiana                          |                                                                                              |
| G         | 19–1       | Reggie Johnson     | DD   | 12           | 2002-01-25 | Rosemont, Illinois                             | Ganó los títulos NABF y USBA peso semipesado                                                 |
| G         | 18–1       | Chris Johnson      | KO   | 10 (10)      | 2001-08-03 | Toppenish, Washington                          |                                                                                              |
| G         | 17–1       | Lincoln Carter     | TKO  | 5 (10)       | 2001-02-24 | Tampa                                          |                                                                                              |
| P         | 16–1       | Eric Harding       | UD   | 12           | 2000-06-23 | Biloxi, Misisipi                               |                                                                                              |
| G         | 16–0       | Ernest Mateen      | KO   | 1 (10)       | 2000-02-29 | Las Vegas                                      |                                                                                              |
| G         | 15–0       | Mohamed Benguesmia | TKO  | 9 (10)       | 1999-10-02 | Las Vegas                                      |                                                                                              |
| G         | 14–0       | Jerry Williams     | TKO  | 5 (?)        | 1999-06-12 | Wilmington, Massachusetts                      |                                                                                              |
| G         | 13–0       | Roy Francis        | TKO  | 3 (?)        | 1999-03-27 | Miami                                          |                                                                                              |
| G         | 12–0       | John Williams      | KO   | 4 (12)       | 1999-02-05 | Miami                                          |                                                                                              |
| G         | 11–0       | Rocky Gannon       | TKO  | 2 (12)       | 1998-08-30 | Chester, Virginia Occidental                   |                                                                                              |
| G         | 10–0       | Jose Luis Rivera   | RTD  | 4 (10)       | 1998-06-23 | Filadelfia                                     |                                                                                              |
| G         | 9–0        | Charles Oliver     | UD   | 8            | 1998-03-24 | Tunica, Misisipi                               |                                                                                              |
| G         | 8–0        | Boyer Chew         | TKO  | 7 (8)        | 1998-01-17 | Atlantic City                                  |                                                                                              |
| G         | 7–0        | Roy Francis        | TKO  | 2 (6)        | 1997-12-02 | Filadelfia                                     |                                                                                              |
| G         | 6–0        | Benito Fernandez   | TKO  | 3 (?)        | 1997-10-28 | Filadelfia                                     |                                                                                              |
| G         | 5–0        | Berry Butler       | UD   | 6            | 1997-10-04 | Atlantic City                                  |                                                                                              |
| G         | 4–0        | Shelby Gross       | TKO  | 1 (4)        | 1997-08-12 | Filadelfia                                     |                                                                                              |
| G         | 3–0        | Tracy Barrios      | TKO  | 3 (6)        | 1997-06-21 | Tampa                                          |                                                                                              |
| G         | 2–0        | Jason Burrell      | TKO  | 3 (4)        | 1997-04-29 | Filadelfia                                     |                                                                                              |
| G         | 1–0        | Joaquin Garcia     | TKO  | 2 (4)        | 1997-02-18 | Filadelfia                                     |                                                                                              |